# 1 Giant Leap
1 Giant Leap es un dúo de música electrónica consistente de dos artistas principales, Jamie Catto y Duncan Bridgeman.

## Carrera
Con base en el Reino Unido, los dos músicos crearon un proyecto multimedia que buscaba editar un CD, un DVD y una presentación cinemática para ofrecer una oferta artística completa. El proyecto ofrecía música, video digitalfilmado durante seis meses por Catto y Bridgeman, imágenes, ritmos y contenido oral.
La banda firmó con el sello discográfico Palm y su disco epónimo fue distribuido el 9 de abril de 2002, contiene contribuciones de  Dennis Hopper, Kurt Vonnegut, Michael Stipe, Robbie Williams, Eddi Reader, Tom Robbins, Brian Eno, Baaba Maal, Speech, Asha Bhosle, Neneh Cherry, Anita Roddick, Michael Franti, Zap Mama y otros autores. La temática para este proyecto fue la "Unión entre la diversidad". El Discovery Channel presentó un making off que destacó algo del esfuerzo en encontrar y trabajar con los músicos y otra gente involucrada en el proyecto.
El video "My Culture" de 1 Giant Leap para su primer single entre los diez primeros, con Robbie Williams y Maxi Jazz de Faithless, recibió una amplia difusión.
En 2004, hicieron un trato con Simon Fuller y 19 Entertainment para hacer un segundo film titulado What About Me? El concepto fue el mismo que su CD y DVD inicial - viajando por el mundo y entrevistando artistas para componer música aunque este segundo viaje fue más largo (cuatro años) y duplicando el número de artistas que colaboraron.

## Discografía

### Álbumes
- 1 Giant Leap (2 de abril de 2002) No. 51 UK[1]
- What About Me? (9 de marzo de 2009)

### Singles
- "My Culture" con Robbie Williams & Maxi Jazz – May 2002 – No. 9 UK[1]
- "Braided Hair" con Neneh Cherry & Speech – August 2002
- "I Love The Way You Dream" (con Michael Stipe)

### DVD
- 1 Giant Leap – Unity Through Diversity / All Who Wander Are Not Lost (2002)
- 1 Giant Leap – What About Me? (2008)